# Episodi di Drop Dead Diva (quarta stagione)
La quarta stagione della serie televisiva Drop Dead Diva è stata trasmessa in prima visione assoluta negli Stati Uniti d'America da Lifetime dal 3 giugno al 9 settembre 2012.
La stagione è stata trasmessa in prima visione in lingua italiana nella Svizzera italiana, dal canale in chiaro RSI LA1, dall'11 al 28 febbraio 2013; in Italia è stata trasmessa dal canale pay Fox Life, della piattaforma satellitare Sky, dal 23 maggio all'8 agosto 2013.
| nº | Titolo originale       | Titolo italiano           | Prima TV USA     | Prima TV Svizzera |
| -- | ---------------------- | ------------------------- | ---------------- | ----------------- |
| 1  | Welcome Back           | Bentornata                | 3 giugno 2012    | 11 febbraio 2013  |
| 2  | Home                   | Un posto da chiamare casa | 10 giugno 2012   | 13 febbraio 2013  |
| 3  | Freak Show             | Spirito affine            | 17 giugno 2012   | 14 febbraio 2013  |
| 4  | Winning Ugly           | Il brutto anatroccolo     | 24 giugno 2012   | 15 febbraio 2013  |
| 5  | Happily Ever After     | Felici e contenti         | 1º luglio 2012   | 18 febbraio 2013  |
| 6  | Rigged                 | La frode                  | 8 luglio 2012    | 19 febbraio 2013  |
| 7  | Crushed                | Sorelle pericolose        | 15 luglio 2012   | 20 febbraio 2013  |
| 8  | Road Trip              | La trasferta              | 22 luglio 2012   | 21 febbraio 2013  |
| 9  | Ashes to Ashes         | Cenere alla cenere        | 5 agosto 2012    | 22 febbraio 2013  |
| 10 | Lady Parts             | Giovani promesse          | 12 agosto 2012   | 25 febbraio 2013  |
| 11 | Family Matters         | Il seme della discordia   | 19 agosto 2012   | 26 febbraio 2013  |
| 12 | Picks & Pakes          | Il principe del foro      | 26 agosto 2012   | 27 febbraio 2013  |
| 13 | Jane's Getting Married | Il matrimonio             | 9 settembre 2012 | 28 febbraio 2013  |